# 卡尔·魏尔施特拉斯
卡尔·特奥多尔·威廉·魏尔施特拉斯（常译魏尔斯特拉斯，1815年10月31日—1897年2月19日），德國數學家，被譽為「現代分析之父」。他的一个重要贡献是给函数的极限建立了極限严格的(ε, δ)定義。

## 生平
卡尔·魏尔施特拉斯生於威斯特法伦的奧斯滕費爾德，逝於柏林。
卡尔·魏尔施特拉斯的父亲是威廉·魏尔施特拉斯（Wilhelm Weierstraß），任政府官员；母亲是特奥多拉·冯德福斯特（Theodora Vonderforst）。他在文理中学学习时对数学开始感到兴趣，但他中学毕业后进入波恩大学准备在政府谋职。他要学习的是法律、经济和金融，违背了他读数学的心願。他解决矛盾的方法是不留心於指定课业，私下继续自学数学，结果他没有学位就离开了大学。他父亲在明斯特一家师训学校为他找到一个位子，他之後也得以注册为该市教师。他在这段学习中上了克里斯托夫·古德曼的课，对椭圆函数萌生兴趣。
1835年，魏尔施特拉斯将一篇关于阿贝尔函数的论文寄给了德国数学家雷尔主办的《数学杂志》并受到了赏识。
1850年后魏尔施特拉斯長年患病，但仍然发表论文，这些论文使他获得声誉。1857年柏林大学给予他一个数学教席。

## 论文摘记
- 关于阿贝尔函数的理论 Zur Theorie der Abelschen Functionen (1854)
- 阿贝尔函数的理论 Theorie der Abelschen Functionen (1856)